# First Division 1991-1992
La First Division 1991-1992 è stata la 93ª edizione della massima serie del campionato inglese di calcio, nonché l'ultima prima dell'istituzione della Premier League. Il torneo si disputò tra il 17 agosto 1991 e il 2 maggio 1992 e si concluse con la vittoria del Leeds Utd, al suo terzo titolo.
Capocannoniere del torneo è stato Ian Wright (passato durante la stagione dal Crystal Palace all'Arsenal) con 29 reti.

## Stagione

### Novità
Dopo quattro edizioni, il numero delle squadre partecipanti è stato ripristinato a ventidue. Al posto delle retrocesse Sunderland e Derby County sono saliti dalla Second Division l'Oldham Athletic (che mancava dalla Fist Division dal campionato 1922-1923), il West Ham Utd, lo Sheffield Weds e il Notts County (dopo i play-off).
A seguito della Strage di Hillsborough, il governo britannico decise di imporre importanti upgrade a tutti gli stadi in fatto di norme e standard di sicurezza. Il Rapporto Taylor infatti impose l'obbligo per tutti gli stadi di prevedere soli posti a sedere da riservare a tutti gli spettatori muniti di biglietto. Quasi tutti i club resero i propri stadi conformi alle nuove regole, tranne i Wimbledon FC che, non potendo adeguare il Plough Lane, decise di trasferirsi allo Selhurst Park, condividendo di fatto lo stadio con il Crystal Palace.

### Avvenimenti
Dopo le iniziali parentesi del Manchester City e del Crystal Palace, prese il largo il Manchester Utd, tallonato dal Liverpool e dal Leeds Utd. Questi ultimi, a partire dalla quattordicesima giornata, sorpassarono a più riprese i Red Devils, che infine giunsero al giro di boa guidando la classifica con tre punti di vantaggio sul Leeds e undici su Liverpool e Sheffield Weds.
Il duello fra Leeds e Red Devils continuò anche nel girone di ritorno, con continui agganci e sorpassi fra le due squadre fino al mese di aprile, quando una serie di sconfitte degli uomini di Alex Ferguson nelle gare di recupero contro West Ham Utd e Nottingham Forest permisero al Leeds di accumulare punti di vantaggio, sino ad assicurarsi il terzo titolo con una giornata di anticipo.. Ai Red Devils rimase la qualificazione alla Coppa UEFA; la loro vittoria in Coppa delle Coppe permise alla First Division di avanzare nella classifica continentale e di ottenere un altro posto valido per l'accesso alla terza competizione europea: a beneficiarne fu lo Sheffield Wednesday, che grazie ad un ottimo finale di campionato, poté staccare le altre pretendenti e addirittura avvicinarsi alla lotta per il titolo.
In coda si assisté alla discesa di tre delle cinque squadre neopromosse: i verdetti, definitisi nelle ultime tre gare, videro dapprima il declassamento di un West Ham Utd autore di un pessimo finale di campionato, seguito dal Notts County, che nella giornata conclusiva, sebbene ormai privo di obiettivi, sconfisse il Luton Town, condannandolo a sua volta alla retrocessione.

## Squadre partecipanti
| Club              | Stagione | Città       | Stadio               | Stagione precedente                                  |
| ----------------- | -------- | ----------- | -------------------- | ---------------------------------------------------- |
| Arsenal           | dettagli | Londra      | Arsenal Stadium      | 1º posto in First Division                           |
| Aston Villa       | dettagli | Birmingham  | Villa Park           | 17º posto in First Division                          |
| Chelsea           | dettagli | Londra      | Stamford Bridge      | 11º posto in First Division                          |
| Coventry City     | dettagli | Coventry    | Highfield Road       | 16º posto in First Division                          |
| Crystal Palace    | dettagli | Londra      | Selhurst Park        | 3º posto in First Division                           |
| Everton           | dettagli | Liverpool   | Goodison Park        | 9º posto in First Division                           |
| Leeds Utd         | dettagli | Leeds       | Elland Road          | 4º posto in First Division                           |
| Liverpool         | dettagli | Liverpool   | Anfield              | 2º posto in First Division                           |
| Luton Town        | dettagli | Luton       | Kenilworth Road      | 18º posto in First Division                          |
| Manchester City   | dettagli | Manchester  | Maine Road           | 5º posto in First Division                           |
| Manchester Utd    | dettagli | Manchester  | Old Trafford         | 6º posto in First Division                           |
| Norwich City      | dettagli | Norwich     | Carrow Road          | 15º posto in First Division                          |
| Nottingham Forest | dettagli | Nottingham  | City Ground          | 8º posto in First Division                           |
| Notts County      | dettagli | Nottingham  | Meadow Lane          | 4º posto in Second Division, promosso dopo i playoff |
| Oldham Athletic   | dettagli | Oldham      | Boundary Park        | 1º posto in Second Division, promosso                |
| QPR               | dettagli | Londra      | Loftus Road          | 12º posto in First Division                          |
| Sheffield Utd     | dettagli | Sheffield   | Bramall Lane         | 13º posto in First Division                          |
| Sheffield Weds    | dettagli | Sheffield   | Hillsborough Stadium | 3º posto in Second Division, promosso                |
| Southampton       | dettagli | Southampton | The Dell             | 14º posto in First Division                          |
| Tottenham         | dettagli | Londra      | White Hart Lane      | 10º posto in First Division                          |
| West Ham Utd      | dettagli | Londra      | Boleyn Ground        | 2º posto in Second Division, promosso                |
| Wimbledon FC      | dettagli | Londra      | Selhurst Park        | 7º posto in First Division                           |

## Allenatori e primatisti
| Squadra           | Allenatore       | Calciatore più presente                         | Cannoniere                       |
| ----------------- | ---------------- | ----------------------------------------------- | -------------------------------- |
| Arsenal           | George Graham    | Paul Merson, David Seaman (42)                  | Ian Wright (24)                  |
| Aston Villa       | Jozef Vengloš    | Kevin Richardson, Shaun Teale (42)              | Cyrille Regis, Dwight Yorke (11) |
| Chelsea           | Bobby Campbell   | Graeme Le Saux (40)                             | Dennis Wise (10)                 |
| Coventry City     | Terry Butcher    | Lloyd McGrath (40)                              | Kevin Gallacher (8)              |
| Crystal Palace    | Steve Coppell    | Mark Bright (42)                                | Mark Bright (17)                 |
| Everton           | Howard Kendall   | Peter Beardsley, Neville Southall (42)          | Peter Beardsley (15)             |
| Leeds             | Howard Wilkinson | John Lukic, Gary McAllister (42)                | Lee Chapman (16)                 |
| Liverpool         | Ronnie Moran     | Bruce Grobbelaar (37)                           | Dean Saunders (10)               |
| Luton Town        | Jim Ryan         | John Dreyer, Mark Pembridge (41)                | Mick Harford (12)                |
| Manchester City   | Peter Reid       | Keith Curle (40)                                | David White (18)                 |
| Manchester Utd    | Alex Ferguson    | Brian McClair (42)                              | Brian McClair (18)               |
| Norwich City      | Dave Stringer    | Rob Newman (41)                                 | Robert Fleck (12)                |
| Nottingham Forest | Brian Clough     | Scott Gemmill, Teddy Sheringham, Roy Keane (39) | Teddy Sheringham (13)            |
| Notts County      | Neil Warnock     | Steven Cherry (42)                              | Tommy Johnson (9)                |
| Oldham            | Joe Royle        | Nick Henry, Rick Holden, Graeme Sharp (42)      | Graeme Sharp (12)                |
| QPR               | Don Howe         | David Bardsley, Jan Stejskal (41)               | Les Ferdinand (10)               |
| Sheffield Utd     | Dave Bassett     | Paul Beesley (40)                               | Brian Deane (12)                 |
| Sheffield Weds    | Trevor Francis   | Carlton Palmer (42)                             | David Hirst (18)                 |
| Southampton       | Chris Nicholl    | Tim Flowers, Alan Shearer (41)                  | Alan Shearer (13)                |
| Tottenham         | Terry Venables   | Gary Mabbutt (40)                               | Gary Lineker (28)                |
| West Ham Utd      | Billy Bonds      | Ian Bishop, Stuart Slater (41)                  | Mike Small (13)                  |
| Wimbledon FC      | Ray Harford      | Warren Barton (42)                              | John Fashanu (18)                |

## Classifica finale
|        | Pos. | Squadra           | Pt | G  | V  | N  | P  | GF | GS | DR  |
| ------ | ---- | ----------------- | -- | -- | -- | -- | -- | -- | -- | --- |
|        | 1.   | Leeds Utd         | 82 | 42 | 22 | 16 | 4  | 74 | 37 | +37 |
| [ 17 ] | 2.   | Manchester Utd    | 78 | 42 | 21 | 15 | 6  | 63 | 33 | +30 |
|        | 3.   | Sheffield Weds    | 75 | 42 | 21 | 12 | 9  | 62 | 49 | +13 |
|        | 4.   | Arsenal           | 72 | 42 | 19 | 15 | 8  | 81 | 47 | +34 |
|        | 5.   | Manchester City   | 70 | 42 | 20 | 10 | 12 | 61 | 48 | +13 |
| [ 18 ] | 6.   | Liverpool         | 64 | 42 | 16 | 16 | 10 | 47 | 40 | +7  |
|        | 7.   | Aston Villa       | 60 | 42 | 17 | 9  | 16 | 48 | 44 | +4  |
|        | 8.   | Nottingham Forest | 59 | 42 | 16 | 11 | 15 | 60 | 58 | +2  |
|        | 9.   | Sheffield Utd     | 57 | 42 | 16 | 9  | 17 | 65 | 63 | +2  |
|        | 10.  | Crystal Palace    | 57 | 42 | 14 | 15 | 13 | 53 | 61 | -8  |
|        | 11.  | QPR               | 54 | 42 | 12 | 18 | 12 | 48 | 47 | +1  |
|        | 12.  | Everton           | 53 | 42 | 13 | 14 | 15 | 52 | 51 | +1  |
|        | 13.  | Wimbledon FC      | 53 | 42 | 13 | 14 | 15 | 53 | 53 | 0   |
|        | 14.  | Chelsea           | 53 | 42 | 13 | 14 | 15 | 50 | 60 | -10 |
|        | 15.  | Tottenham         | 52 | 42 | 14 | 10 | 18 | 65 | 87 | -22 |
|        | 16.  | Southampton       | 52 | 42 | 15 | 7  | 20 | 58 | 63 | -5  |
|        | 17.  | Oldham Athletic   | 51 | 42 | 14 | 9  | 19 | 63 | 67 | -4  |
|        | 18.  | Norwich City      | 45 | 42 | 11 | 12 | 19 | 47 | 63 | -16 |
|        | 19.  | Coventry City     | 44 | 42 | 11 | 11 | 20 | 35 | 44 | -9  |
|        | 20.  | Luton Town        | 42 | 42 | 10 | 12 | 20 | 39 | 71 | -32 |
|        | 21.  | Notts County      | 40 | 42 | 10 | 10 | 22 | 40 | 62 | -22 |
|        | 22.  | West Ham Utd      | 38 | 42 | 9  | 11 | 22 | 37 | 59 | -22 |

Legenda:
      Campione d'Inghilterra e ammessa alla UEFA Champions League 1992-1993.
      Ammesse alla Coppa UEFA 1992-1993.
      Ammesse alla Coppa delle Coppe 1992-1993.
      Retrocesse in First Division 1992-1993.
Regolamento:
Tre punti a vittoria, uno a pareggio, zero a sconfitta.
A parità di punti le squadre vengono classificate secondo la differenza reti.

### Squadra campione
| Formazione tipo | Giocatori (presenze)  |
| --- | --------------------- |
| Lukic Fairclough Sterland Whyte Batty Dorigo Strachan Speed McAllister Wallace Chapman | John Lukic (42)       |
| Lukic Fairclough Sterland Whyte Batty Dorigo Strachan Speed McAllister Wallace Chapman | Chris Fairclough (31) |
| Lukic Fairclough Sterland Whyte Batty Dorigo Strachan Speed McAllister Wallace Chapman | Mel Sterland (31)     |
| Lukic Fairclough Sterland Whyte Batty Dorigo Strachan Speed McAllister Wallace Chapman | Chris Whyte (41)      |
| Lukic Fairclough Sterland Whyte Batty Dorigo Strachan Speed McAllister Wallace Chapman | David Batty (40)      |
| Lukic Fairclough Sterland Whyte Batty Dorigo Strachan Speed McAllister Wallace Chapman | Tony Dorigo (38)      |
| Lukic Fairclough Sterland Whyte Batty Dorigo Strachan Speed McAllister Wallace Chapman | Gordon Strachan (36)  |
| Lukic Fairclough Sterland Whyte Batty Dorigo Strachan Speed McAllister Wallace Chapman | Gary Speed (42)       |
| Lukic Fairclough Sterland Whyte Batty Dorigo Strachan Speed McAllister Wallace Chapman | Gary McAllister (42)  |
| Lukic Fairclough Sterland Whyte Batty Dorigo Strachan Speed McAllister Wallace Chapman | Rod Wallace (34)      |
| Lukic Fairclough Sterland Whyte Batty Dorigo Strachan Speed McAllister Wallace Chapman | Lee Chapman (38)      |
| Altri giocatori: Steve Hodge (23), John McClelland (18), Éric Cantona (15), Carl Shutt (14), Jon Newsome (10), Mike Whitlow (10), Imre Váradi (3), Tony Agana (2), Bobby Davison (2), Chris Kamara (2), Gary Kelly (2), David Wetherall (1). |                       |

## Statistiche

### Squadre

#### Capoliste solitarie
|    | —— | ——  | —— | ——         | ——         | ——       | ——       | —— | ——       | ——       | ——       | ——       | ——  | ——  | ——        | ——        | ——        | ——        | ——             | ——             | ——             | ——             | ——             | ——             | ——             | ——  | ——  | ——  | ——  | ——  | ——        | ——        | ——        | ——        | ——        | ——        | ——        | ——        | ——        | ——        | ——        | —— |  |
|    |    | MCi |    | Cr. Palace | Cr. Palace | Man. Utd | Man. Utd |    | Man. Utd | Man. Utd | Man. Utd | Man. Utd | Lee | MUn | Leeds Utd | Leeds Utd | Leeds Utd | Leeds Utd | Manchester Utd | Manchester Utd | Manchester Utd | Manchester Utd | Manchester Utd | Manchester Utd | Manchester Utd |     | MUn |     | MUn |     | Leeds Utd | Leeds Utd | Leeds Utd | Leeds Utd | Leeds Utd | Man. Utd. | Man. Utd. | Man. Utd. | Leeds Utd | Leeds Utd | Leeds Utd |    |  |
|    |    |     |    |            |            |          |          |    |          |          |          |          |     |     |           |           |           |           |                |                |                |                |                |                |                |     |     |     |     |     |           |           |           |           |           |           |           |           |           |           |           |    |  |
|    |    |     |    |            |            |          |          |    |          |          |          |          |     |     |           |           |           |           |                |                |                |                |                |                |                |     |     |     |     |     |           |           |           |           |           |           |           |           |           |           |           |    |  |
| 1ª | 2ª | 3ª  | 4ª | 5ª         | 6ª         | 7ª       | 8ª       | 9ª | 10ª      | 11ª      | 12ª      | 13ª      | 14ª | 15ª | 16ª       | 17ª       | 18ª       | 19ª       | 20ª            | 21ª            | 22ª            | 23ª            | 24ª            | 25ª            | 26ª            | 27ª | 28ª | 29ª | 30ª | 31ª | 32ª       | 33ª       | 34ª       | 35ª       | 36ª       | 37ª       | 38ª       | 39ª       | 40ª       | 41ª       | 42ª       |    |  |

#### Primati stagionali
Squadre
- Maggior numero di vittorie: Leeds Utd (22)
- Minor numero di sconfitte: Leeds Utd (4)
- Miglior attacco: Leeds Utd (74)
- Miglior difesa: Manchester Utd (33)
- Miglior media gol: Leeds (2.000)
- Maggior numero di pareggi: QPR (18)
- Minor numero di vittorie: West Ham (9)
- Maggior numero di sconfitte: West Ham, Notts County (22)
- Peggiore attacco: Coventry City (35)
- Peggior difesa: Luton Town (71)
- Peggior media gol: Luton Town (0.549)
- Miglior serie positiva: Arsenal (17 risultati utili)
- Peggior serie negativa: Norwich City (6 sconfitte)

Partite
- Più gol (9):

Oldham-Manchester Utd 3-6, 26 dicembre 1991

### Individuali

#### Classifica marcatori
Fonte:
| Gol | Rigori |  | Giocatore        | Squadra                          |
| --- | ------ |  | ---------------- | -------------------------------- |
| 29  | 2      |  | Ian Wright       | Crystal Palace (5), Arsenal (24) |
| 28  | 2      |  | Gary Lineker     | Tottenham                        |
| 18  |        |  | David Hirst      | Sheffield Weds                   |
| 18  |        |  | Brian McClair    | Manchester Utd                   |
| 18  |        |  | David White      | Manchester City                  |
| 18  | 5      |  | John Fashanu     | Wimbledon FC                     |
| 17  | 1      |  | Mark Bright      | Crystal Palace                   |
| 16  |        |  | Lee Chapman      | Leeds Utd                        |
| 15  | 2      |  | Peter Beardsley  | Everton                          |
| 14  |        |  | Robbie Earle     | Wimbledon FC                     |
| 13  |        |  | Kevin Campbell   | Arsenal                          |
| 13  | 1      |  | Mike Small       | West Ham Utd                     |
| 13  | 2      |  | Alan Shearer     | Southampton                      |
| 13  | 2      |  | Teddy Sheringham | Nottingham Forest                |